# Mario Tobino
Mario Tobino (* 16. Januar 1910 in Viareggio; † 12. Dezember 1991 in Agrigent) war ein italienischer Schriftsteller und Psychiater.

## Leben
Tobino begann seine Berufslaufbahn als Psychiater in Ancona, Bologna und Görz. Von 1940 bis 1942 war er als Soldat in Libyen; die dortigen Eindrücke verwertete er in dem 1951 erschienenen Il deserto della Libia. Nach seiner Rückkehr trat er der Widerstandsbewegung bei. Nach dem Krieg war er von 1948 bis 1980 Leiter der psychiatrischen Klinik in Maggiano bei Lucca.

## Werk
Tobinos Werk ist stark autobiographisch geprägt, entwickelte jedoch auch zunehmend neorealistische Züge.
1976 erhielt er den Premio Viareggio, einen der prestigeträchtigsten italienischen Literaturpreise. Für den Roman La brace dei Biassoli wurde er 1957 mit dem Premio Veillon ausgezeichnet.

### Romane (Auswahl)
- Il figlio del farmacista (1942)
- Le libere donne di Magliano (1953, dt. Die Frauen von Magliano oder Die Freiheit im Irrenhaus)
- La brace dei Biassoli (1956, dt. Signora Maria)
- Il clandestino (1962, dt. Medusa)
- Il perduto amore (1979, dt. Verlorene Liebe)
- La ladra (1984)

### Erzählungen
- La gelosia del marinaio (1942)
- Bandiera nera (1950, dt. Doppeltes Spiel)
- La bella degli specchi (1976)